# Alleanza per il clima

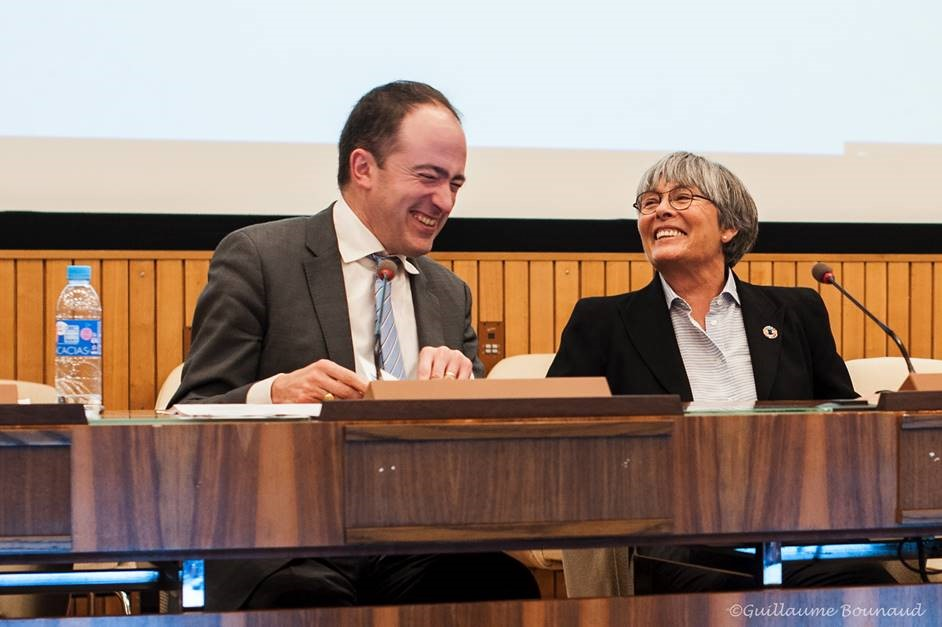
Françoise Gail e Eric Banel alla conferenza internazionale UNESCO Ocean and Climate Alliance

Alleanza per il clima (Climate Alliance) è un’associazione senza scopo di lucro di enti locali e territoriali fondata nel 1990, che ha come finalità la protezione del clima. Contribuisce inoltre alla conservazione delle foreste pluviali insieme ai partner, i popoli indigeni delle foreste amazzoniche e il loro coordinamento, COICA. 

## Finalità
Ogni città o ente territoriale si impegna a ridurre le emissioni di gas serra del 10% ogni 5 anni.
Ulteriori obiettivi sono i seguenti:
- il dimezzamento delle emissioni di anidride carbonica entro il 2030 (rispetto al 1990);
- la preservazione della foresta pluviale mediante il divieto di utilizzo dei legnami di provenienza tropicale;
- il sostegno di progetti e iniziative promossi dai partner indigeni.

La protezione del clima a livello locale è imperniata intorno alla promozione dell'efficienza energetica, delle fonti di energia rinnovabile e della mobilità sostenibile e un modello di stile di vita capace di futuro. 

L'Alleanza per il Clima assiste gli aderenti nell'implementazione delle strategie di protezione climatica e sviluppa strumenti condivisi per una rilevazione comune e standardizzata dei consumi energetici e delle emissioni di CO2

## Sede ed adesioni in Europa
In Europa la sede è a Francoforte sul Meno. Ha oltre 1.700 membri che appartengono a 26 paesi europei. Vi aderiscono, oltre a numerose città italiane, municipalità di Austria, Belgio, Bosnia ed Erzegovina, Bulgaria, Croazia, Danimarca, Francia, Georgia, Germania, Lussemburgo, Repubblica di Macedonia, Paesi Bassi, Polonia, Portogallo, Repubblica Ceca, Romania, Slovacchia, Slovenia, Spagna, Svezia, Svizzera, Ucraina e Ungheria.
La sede in Italia è a Città di Castello in provincia di Perugia.

## Adesioni in Italia
In Italia molte realtà comunali, provinciali, regionali ed associazioni o enti diversi hanno aderito ad Alleanza per il clima, unite idealmente con i popoli indigeni delle foreste pluviali per la difesa del clima globale con un impegno preciso.

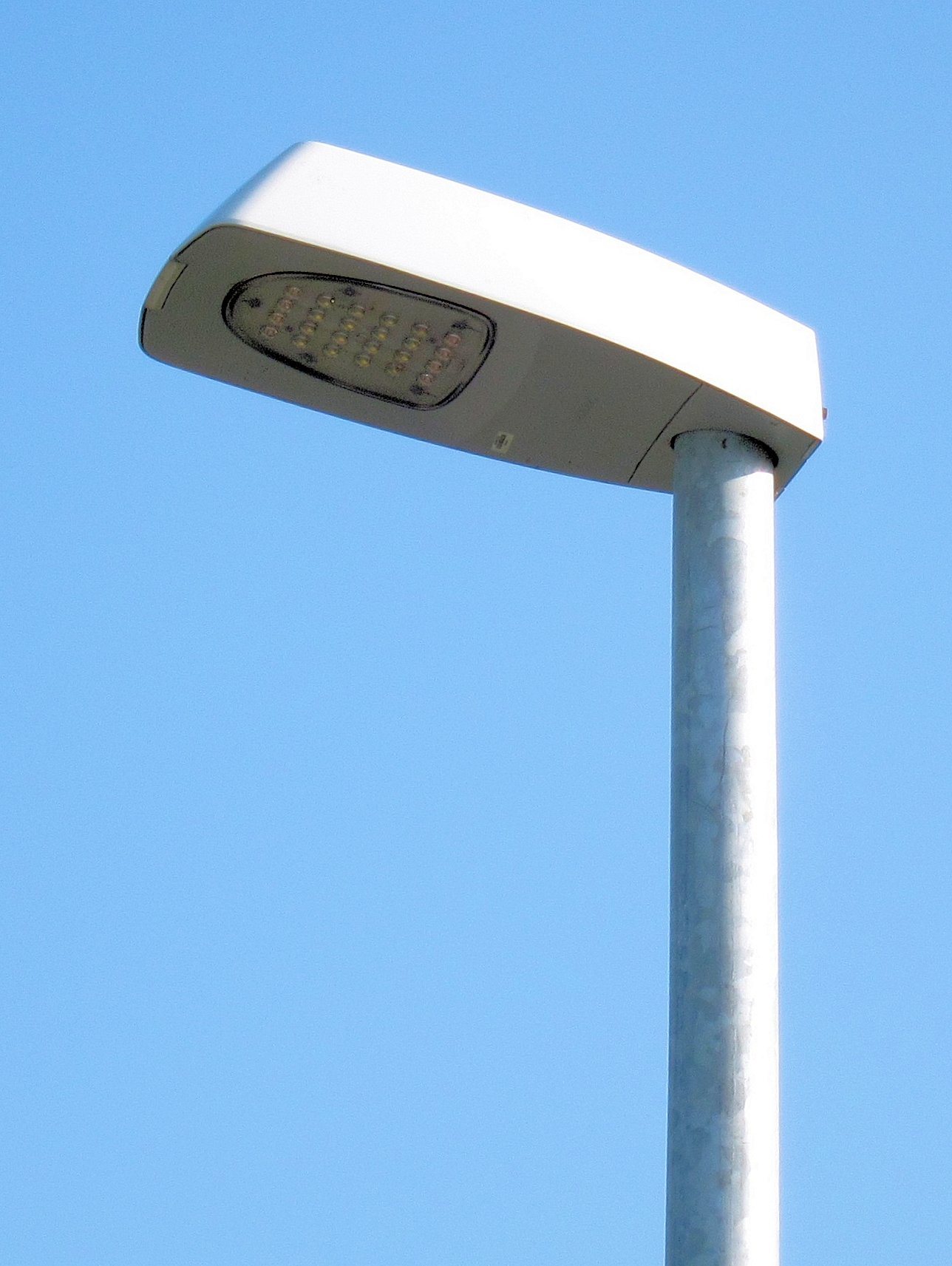
Lampione stradale a luce LED, la scelta di alcuni comuni italiani per la difesa del clima.

I comuni che aderiscono sono Andriano, Appiano, Bentivoglio, Besenello, Borgo Valsugana, Bolzano, Braies, Brennero, Bressanone, Brunico, Busto Garolfo, Caldaro, Campo di Trens, Campo Tures, Castellalto, Castello Tesino, Castello-Molina di Fiemme, Cavalese, Cesano Maderno, Cermes, Chiaravalle, Città di Castello, Città metropolitana di Roma Capitale, Chienes, Chiusa, Cles, Cortaccia, Cortina, Craco, Dobbiaco, Egna, Ferrara, Funes, Falconara Marittima, Falzes, Fiavé, Gais, Gargazzone, Isera, Isola del Gran Sasso d'Italia, Jesi, Lasa, Laion, Lavis, Laives, Ledro, Lodi, Martinsicuro, Monguelfo-Tesido, Merano, Modena, Monguelfo-Tesido, Montagna, Monte San Vito, Montemarciano, Mosciano Sant'Angelo, Nalles, Narni, Naturno, Naz-Sciaves, Nova Ponente, Ortisei, Ossana, Perca, Pesaro, Postal, Prato allo Stelvio, Predoi, Rasun-Anterselva, Reggio Emilia, Renon, Rifiano, Riva del Garda, Rodengo, Romallo, Rovereto, Salorno, San Benedetto del Tronto, San Giuseppe Vesuviano, San Candido, San Leonardo in Passiria, San Lorenzo di Sebato, San Martino in Passiria, San Pancrazio, Sarentino, Selva di Val Gardena, Silandro, Sluderno, Senigallia, Sesto, Selva dei Molini, Stenico, Terlano, Termeno, Tires, Tirolo, Trento, Trodena, Ultimo, Umbertide, Valle Aurina, Valle di Casies, Valdaora, Vandoies, Villabassa, Varna, Villa Lagarina e Vipiteno.